# Juho
Juho är ett mansnamn som är vanligt i Finland. Det är den finska formen av Johannes.

## Kända personer med namnet Juho
- Juho Kusti Paasikivi, republiken Finlands sjunde president
- Kaarlo Juho Ståhlberg, republiken Finlands första president
- Juho Lallukka, en finländsk affärsman